# Metazygia dubia
Metazygia dubia là một loài nhện trong họ Araneidae.
Loài này thuộc chi Metazygia. Metazygia dubia được Eugen von Keyserling miêu tả năm 1864.